# Psiloceras
Psiloceras is een uitgestorven geslacht van mollusken dat leefde tijdens het Vroeg-Jura.

## Beschrijving
Deze ammoniet had een gladde schelp. De sutuurlijnen waren vrij simpel. De diameter van de schelp bedroeg ongeveer 7 cm.

## Leefwijze
Dit mariene geslacht leefde nabij de zeebodem. Het dier was een tamelijk goede zwemmer.